# Gnamptogenys pertusa
Gnamptogenys pertusa é uma espécie de formiga do gênero Gnamptogenys.